# Ab-Soul
Herbert Anthony Stevens IV (narozen 23. února 1987, USA), známý jako Ab-Soul, je americký rapper, zpěvák a textař. Vydává pod nezávislým kalifornským labelem Top Dawg Entertainment. Také je členem hip hopového seskupení Black Hippy společně s rappery Jay Rock, Kendrick Lamar a Schoolboy Q. Do povědomí se dostal nezávislými alby Longterm Mentality (2011), Control System (2012) a These Days... (2014).

## Biografie

### Dětství
Narodil se ve městě Los Angeles, stát Kalifornie, USA v roce 1987. Brzy po narození se s ním jeho matka přestěhovala do Německa, kde sloužil jeho otec na vojenské základně. V Německu žil čtyři roky. Poté se jeho rodiče rozešli a matka ho vzala zpět do Kalifornie v USA. Bydleli v domě matčiných rodičů na předměstí Carson. Když mu bylo deset let onemocněl druhem toxické epidermální nekrolýzy známé jako Stevens–Johnson syndrom. Tata nemoc mu způsobila zčernání rtů a přecitlivělost očí na světlo.

### Počátky kariéry (2003-2010)
Rapovat zkoušel od dvanácti let. Ale plně se mu začal věnovat až po vystudování střední školy.
V roce 2005 podepsal smlouvu s nezávislou nahrávací společností StreetBeat Entertainment. Ale již v roce 2006 potkal Terrence "Punch" Hendersona, šéfa carsonského nezávislého labelu Top Dawg Entertainment (TDE). V té době byl členem nezávislé skupiny Area 51.
Roku 2007 vypršela smlouva se StreetBeat Entertainment a Stevens se upsal pod Top Dawg Entertainment. V prosinci 2008 zveřejnil na internetu svůj první videoklip, a to k písni "A Day in the Life". V lednu 2009 vydal svou první mixtape Longterm. V roce 2009 se také zformovala skupina Black Hippy, kterou kromě něj tvoří další tři rappeři z TDE - Jay Rock, Schoolboy Q a K-Dot (dnes známý jako Kendrick Lamar). V červnu 2010 vydal svůj druhý mixtape Longterm 2: Lifestyles of the Broke and Almost Famous.

### Longterm Mentality (2011)
Od února 2011 pracoval na svém debutovém nezávislém albu s názvem Longterm Mentality, k jeho propagaci vydal písně "Hell Yeah" (ft. Schoolboy Q) a "Moscato" (ft. Kendrick Lamar). Téhož roku se účastnil turné "Road to Paid Dues", kterou vedl rapper Murs. Album bylo vydáno v dubnu 2011, exkluzivně na iTunes. Umístilo se na 73. pozici žánrového amerického žebříčku Top R&B/Hip-Hop Albums.

### Control System (2012)
V lednu 2012 vydal píseň "Black Lip Bastard" a oznámil, že začal nahrávat své druhé album. V únoru byl pozván do rádiové show #SwayInTheMorning. Od dubna 2012 byl na měsíčním turném #TheGroovyTour, které vedl Schoolboy Q. V dubnu také vydal další píseň "Terrorist Threats" (ft. Jhené Aiko a Danny Brown). Později vydal píseň "SOPA", ve které kritizoval zákon Stop Online Piracy Act, který prosadil politik Lamar S. Smith zákon umožnil americké vládě monitorovat internet. V květnu vydal videoklip k písni "Empathy"; ta obsahuje vokály od jeho dlouholeté expřítelkyně Alori Joh, která v únoru 2012 spáchala sebevraždu. Tato událost velmi ovlivnila nahrávání alba Control System, které je celé věnováno památce Alori Joh. Album bylo vydáno znovu exkluzivně na iTunes, a to dne 11. května 2012. Umístilo se na 91. příčce žebříčku Billboard 200 a na 12. v Top R&B/Hip-Hop Albums.
V říjnu 2012 hudební producent Christian "JMSN" Berishaj oznámil, že nahrává společné album s Ab-Soulem. Album se mělo jmenovat Unit 6. V lednu 2013 byl vydán singl "You're Gone". K vydání alba však dosud nedošlo.

### These Days... (2013-2014)
V březnu 2013 se Ab-Soul dostal do výběru 2013 Freshman Class časopisu XXL. Po čtyřměsíční odmlce vydal píseň "Christopher DRONEr", která odkazovala na případ bývalého losangeleského policisty Christophera Dornera. Téhož dne oznámil, že začíná nahrávat své třetí album. Spekulovalo se, že album ponese název  Black Lip Pastor, ale to Ab-Soul popřel. Na 56. předávání cen Grammy byl nominován na album roku za spolupráci na albu The Heist (Macklemore a Ryan Lewis). V květnu 2014 oznámil, že album ponese název These Days.... K propagaci alba byly vydány písně "World Runners" (ft. Lupe Fiasco & Nikki Jean), "Closure", "Stigmata" a "These Days". Album bylo vydáno 24. června 2014. Debutovalo na 11. příčce žebříčku Billboard 200 s 21 800 prodanými kusy v první týden prodeje v USA.

### DWTW (2015-)
Od roku 2015 pracoval na svém dalším albu, které dostalo v červenci 2015 název DWTW. Ab-Soul již během druhé poloviny roku 2015 na sociálních sítích uváděl, že album je téměř hotové a připravené k vydání. Přesto první dva singly byly vydány až v září a říjnu 2016, šlo o písně "Huey Knew" (ft. Da$H) a "Braille" (ft. Bas). Ani jeden v hitparádách nezabodoval. Album má být opět vydáno pouze u labelu Top Dawg Entertainment.

## Diskografie

### Studiová alba
- 2011: Longterm Mentality
- 2012: Control System
- 2014: These Days...
- 2016: Do What Thou Wilt.

### Mixtapy
- 2009: Longterm
- 2010: Longterm 2: Lifestyles of the Broke and Almost Famous